# Oumpah-Pah
Oumpah-Pah est le héros d’une série de bande dessinée humoristique, créée par René Goscinny (scénario) et Albert Uderzo (dessin), et apparue pour la première fois dans le Journal de Tintin en 1958.

## Genèse

### Premier concept (1951)
Oumpah-Pah est le premier personnage créé par le tandem Uderzo-Goscinny. Dans la première version de la série, au ton exclusivement humoristique, Oumpah-Pah est un jeune indien de la tribu des Shavashavas, vivant dans une réserve, confronté à la modernité des contemporains vivant à proximité, tandis que le village indien a conservé ses rites ancestraux. Les auteurs ne parviennent cependant pas à trouver un éditeur pour leur série. Goscinny et Uderzo, dans l'espoir de jours plus heureux, travaillent pour un magazine féminin. C'est là, qu'un des frères Dupuis - éditeur du Journal de Spirou et de la revue féminine Bonnes soirées - visite un jour l'agence. Les croquis de leur héros sont pour l'occasion accrochés au mur, mais les deux compères n'obtiennent rien d'autre que des encouragements. L'éditeur veut créer à New York un magazine de télévision Tv Family et confie à René Goscinny la charge de monter l'équipe. Le scénariste, dans l'espoir d'imposer le personnage aux États-Unis, emporte avec lui les six planches dessinées d'Oumpah-Pah. Grâce à l'aide de plusieurs collègues américains, il rencontre le lettreur de Milton Caniff, qui réécrit le contenu des bulles en anglais. Alors que l'expérience du magazine américain tourne court, Goscinny ne parvient pas à trouver un éditeur pour Oumpah-Pah aux États-Unis ; il rentre en France au bout de quelques mois. Les planches sont rangées et délaissées pour de nombreuses années. Elles seront éditées bien plus tard en introduction de la réédition de la série aux Éditions Albert René, qui les reproduisent en version bilingue ; Uderzo n'ayant pas eu le cœur d'effacer le texte en anglais, chaque dessin est donc sous-titré en français.

### Seconde naissance (1958)
Le personnage n'est repris qu'à partir de 1958. André Fernez, rédacteur en chef du magazine Tintin, qui avait apprécié les gags de Poussin et Poussif, demande à Goscinny de lui proposer une histoire à suivre qui serait dessinée par Uderzo. Le scénariste en profite alors pour redonner vie à Oumpah-Pah. Le concept est modifié, désormais l'histoire se passe au XVIIIe siècle, en Nouvelle-France, colonie du royaume de France sur le territoire des actuels Canada et Québec ; Oumpah-Pah n'est plus un Pied Plat, mais un Shavashava qui se trouve confronté avec les colons européens et devient l'ami d'Hubert de la Pâte Feuilletée, gentilhomme français.
Pour cela, Goscinny s'est documenté sur les indiens shawnees, bien que cette fois encore l'humour l'emporte sur la vérité historique. Les planches sont publiées dans Le Journal de Tintin ; le premier épisode paraît dans le no 14 du 2 avril. Toujours dans le même périodique, quatre autres épisodes sont édités. La série s'arrête en 1961 à la suite d'un référendum auprès des lecteurs du journal. Cette pratique mensuelle, présente dans la version belge de l'hebdomadaire, avait pour objectif d'établir le classement des dix séries préférées du public. Oumpah-Pah se classe à la 11e place, ce qui constitue une déception pour Goscinny et Uderzo. En réalité, la cause principale de l'abandon d'Oumpah-Pah est la charge de travail croissante que leur impose leur collaboration à Pilote, et tout particulièrement la série Astérix. Invoquant le mauvais résultat du référendum, les auteurs mettent un terme aux aventures d'Oumpah-Pah pour se consacrer uniquement à Astérix,.

## Synopsis
Le guerrier indien Oumpah-Pah, de la tribu des Shavashavas, fait équipe avec le distingué aristocrate français Hubert de la Pâte Feuilletée, envoyé du Roy, que ses amis indiens ne nomment jamais autrement que « Double-Scalp », à cause de sa perruque. L’action se déroule en Amérique du Nord au XVIIIe siècle.

## Personnages

### Oumpah-Pah
Oumpah-Pah, le plus brave de la tribu des Shavashavas. Guerrier peau-rouge protégé par son totem le puma et par Nanabozho le Grand Lapin, il met sa force et sa ruse au service de sa tribu et de tous ses amis.
L’expression « oumpah-pah » semble être une référence aux trois temps d’une valse et même d'une valse musette[réf. nécessaire]. Mais c'est surtout un rappel phonétique du clan Hunkpapa formant avec six autres la tribu Sioux des Lakotas[réf. nécessaire].

### Hubert de la Pâte Feuilletée
Hubert de la Pâte Feuilletée, chevalier du Roy courageux autant qu’étourdi, est le meilleur ami d’Oumpah-Pah. Devenu frère de sang d’Oumpah-Pah, il a reçu le surnom de « Double-Scalp » en raison de sa perruque poudrée.

### Autres personnages
Parmi les noms de personnages plus fantaisistes les uns que les autres (Y-Pleuh le sorcier, Y-A-Plus-De-Saisons le chasseur, le Marquis Octave-Claude de l’Épanchement de Synovie, etc.), on en trouve deux qui sont peut-être les plus longs de l’histoire de la bande dessinée : l’indien N’a-qu’une-dent (qui devient au cours de l'histoire « N’a-qu’une-dent-mais-elle-est-tombée-alors-maintenant-n’en-a-plus » pour des raisons évidentes) et le chevalier prussien Franz Katzenblummerswishundwagenplaftembomm (toujours désigné pour les missions dangereuses, pour une raison évidente quand on sait que les volontaires sont choisis par tirage au sort au moyen de petits papiers et d'un chapeau).

## Publication

### Albums
La série est publiée en France par Dargaud et en Belgique par les Éditions du Lombard.
1. Oumpah-Pah le Peau-Rouge incluant Oumpah-Pah sur le sentier de la guerre (1961)
2. Oumpah-Pah et les Pirates incluant Mission secrète (1962)
3. Oumpah-Pah contre Foie-Malade (1967)

Intégrale : Les Aventures complètes d’Oumpah-Pah (1979)
Les Éditions du Lombard rééditent les cinq aventures en albums individuels.
1. Oumpah-Pah le Peau-Rouge (1986,  (ISBN 2-8036-0593-7))
2. Oumpah-Pah sur le sentier de la guerre (1986,  (ISBN 2-8036-0594-5))
3. Oumpah-Pah et les Pirates (1987,  (ISBN 2-8036-0606-2))
4. Mission secrète (1987,  (ISBN 2-8036-0638-0))
5. Oumpah-Pah contre Foie-Malade (1988,  (ISBN 2-8036-0671-2))

La série a été rééditée par Les Éditions Albert-René en trois tomes dans les années 1990.
1. Oumpah-Pah le Peau-Rouge (1995,  (ISBN 2-86497-093-7))
2. Oumpah-Pah sur le sentier de la guerre - Oumpah-Pah et les Pirates (1996,  (ISBN 2-86497-094-5))
3. Mission secrète - Oumpah-Pah contre Foie-Malade (1997,  (ISBN 2-86497-095-3))

Les Éditions Albert René ont publié le 12 octobre 2011 une nouvelle Intégrale des aventures d'Oumpah-Pah (2011,  (ISBN 978-2864972495)). Outre les cinq aventures d'Oumpah-pah, ce volume contient les huit pages de la toute première version (non publiée) d'Oumpah-Pah, et seize pages inédites illustrées de dessins et documents originaux de René Goscinny et Albert Uderzo. Cet album est réédité en 2018 à l'occasion des 60 ans de la rencontre entre René Goscinny et Albert Uderzo, avec une nouvelle couverture, mais un contenu rigoureusement identique.

### Éditeurs
- Éditions du Lombard : tomes 1 à 3 (première édition des tomes 1 à 3 pour la Belgique)
- Dargaud : tomes 1 à 3 (première édition des tomes 1 à 3 pour la France)
- Éditions du Lombard (collection « BédéChouette ») : tomes 1 à 5 (première édition des tomes 2 et 4)
- Éditions Albert René : rééditions en intégrales : 2011, puis 2018.

## Dessins animés
Le studio Belvision a produit un court métrage d’animation d’après Oumpah-Pah en 1965.
Oumpah-Pah fait une courte apparition dans Les Douze Travaux d'Astérix, quand Kermès le Perse lance son javelot jusqu’en Amérique. Ce sera la seule apparition d'Oumpah-Pah dans une aventure d’Astérix.

## Disques
Deux disques ont été édités par les Disques Festival en 1959 : Oumpah-Pah le Peau Rouge  et Oumpa-Pah sur le chantier de la guerre.

### Distribution
- Georges Aminel : Oumpah-Pah.
- Roger Carel : Hubert de la Pâte Feuilletée.
- Henri Virlogeux : Mamah-Pah et le Colonel.
- Jean Rochefort : Y-Pleuh et le Comte.

On peut noter qu'en 1976, dans Les Douze Travaux d'Astérix, Roger Carel prêtera sa voix à Astérix et Henri Virlogeux à Panoramix.

### Distinctions
- Décembre 1959 : Grand Prix de l'Académie du Disque Français pour Oumpah-Pah le Peau Rouge.